# Franz Buxbaum
Franz Buxbaum (Liebenau, 1900. február 25. – Fürstenfeld, 1979. február 7.) osztrák botanikus, a 20. század közepének egyik legnagyobb kaktuszkutatója és szakírója. Botanikai szakmunkákban nevének rövidítése: „Buxb.”.

## Élete, szakmai pályafutása
A Graz melletti Liebenauban, egy katonatiszt fiaként született. Elemi és középiskoláit Grazban végezte. 1918 márciusában „hadiérettségi” után az első világháború utolsó hónapjaiban katonaként szolgált. A fegyverletétel után a Grazi Egyetem filozófiai fakultásán, természettudomány és kémia szakon folytatta tanulmányait.
1922-ben doktorált a rendszeres botanikai intézetben a liliomfélék (Liliaceae) összehasonlító anatómiájából, és demonstrátor lett a grazi botanikus kertben. 1923-ban a bécsi egyetem botanikai intézetében alkalmazták, majd 1924-ben két hónapra Tunéziába utazott, ahol különféle élőhelyeket tanulmányozott és új fajokat írt le. 1926 áprilisa és 1930 szeptembere között munka és állandó jövedelem nélkül maradt; ebben az időszakban tudományos ismeretterjesztő cikkek jövedelméből tartotta el magát.
A kaktuszokkal a húszas évek végén került szorosabb kapcsolatba, először csak ismeretterjesztőként. 1930 szeptemberétől a fürstenfeldi reálgimnázium alkalmazta segédtanárnak. Ebben az évben meg is nősült, és felesége nemcsak magánéletében, hanem munkájában is társává vált: ő rajzolta meg a Buxbaum növényanatómiai munkáihoz szükséges ábrákat, mivel férje az oktatás mellett kutató munkáját is folytatta.
Az akkori kaktuszvilág kiválóságaival, elsősorban Hans Krainzcal, a zürichi pozsgás gyűjtemény gondnokával és Curt Backeberggel, a német kaktuszgyűjtő egyesület 1936. és 1938. évi közgyűlésén került szorosabb kapcsolatba, mint a rendezvény tiszteleti vendége. Backeberggel csakhamar megromlott a viszonya, mert fölöttébb eltérően értelmezték a nemzetség rendszertani fogalmát. Szakmai ellentétük elkeseredett, személyeskedő harccá fajult.
A második világháborúban a Harmadik Birodalom hadseregének katonájaként vett részt, ezért a háború után sehol sem akarták alkalmazni. 1949 januárjában rehabilitálták, ezután a judenburgi gimnáziumban taníthatott. Eközben nemcsak kaktuszmorfológiai kutatásait folytatta, de behatóan foglalkozott a magasabbrendű növények rendszerezésének módszertana is. Jelentős szerepet játszott az 1950-ben létrehozott IOS (International Organization for Succulent Plant Study) alapításában.
1951-ben a Carlos Faust Alapítvány meghívta tanácsadónak és kutatónak az alapítvány blanesi (Spanyolország, Gerona) kaktuszgyűjteményébe és a monacói Jardin Exotique-ba. Még ebben az évben alapító tagja lett a növénymorfológusok nemzetközi szervezetének.
1954. január 20-án a grazi egyetem rendszeres botanikai tanszékének docensévé nevezték ki. A későbbi rendszertani-filogenetikai munkáit megalapozó tanulmányait 1951–55 között angolul, az USA-ban jelentette meg; ezek eredményeként 1956-ban amerikai botanikusok segítségével elnyerte a Fulbright Program ösztöndíját, és fél évig vendégprofesszor volt a Berkeley Egyetemen. Több amerikai egyetemen is előadott; jó kapcsolatot épített ki néhány neves amerikai botanikussal:
- Hutchisonnal,
- Boke-kal,
- Lindsay-vel és
- Morannal.

Arizonában és Dél-Kaliforniában a terepen is tanulmányozta a kaktuszok életét. Az ezeken a tanulmányutakon szerzett ökológiai tapasztalatait a kaktuszok biológiailag helyes nevelésével foglalkozó, először angolul megjelent könyvében foglalta össze. Elsőként vette fel a harcot az az idő tájt uralkodó nézettel, hogy a kaktuszokat sovány, mésztartalmú talajokban, agyagcserepekben kell tartani. Összeállított és szabadalmaztatott egy külön a kaktuszok számára összeállított műtrágyát. Sajnos, megromlott egészsége a további élőhelyi kutatásokat nem tette lehetővé.
1969-ben a CSSA (Cactus & Succulent Society of America) díszdoktorává választották.
1979. február 7-én hunyt el az ausztriai Fürstenfeldben.

## Emlékezete
Számos morfológiai és rendszertani dolgozata alapján a kaktusztudomány (egyik) legjelentősebb 20. századi kutatójaként tartják nyilván. Ismertségét nemcsak a kaktuszokról írt tudományos munkájának köszönhette, hanem ismeretterjesztő cikkeinek és a liliomfélék kutatásában elért eredményeinek is.